# Église Saint-Martin d'Égreville
L'église Saint-Martin est une église catholique située à Égreville, en France.

## Situation et accès
L'église est située dans le département français de Seine-et-Marne, sur la commune d'Égreville.

## Historique
L'édifice est classé au titre des monuments historiques en 1913 et inscrit en 1946.